# Bergpas

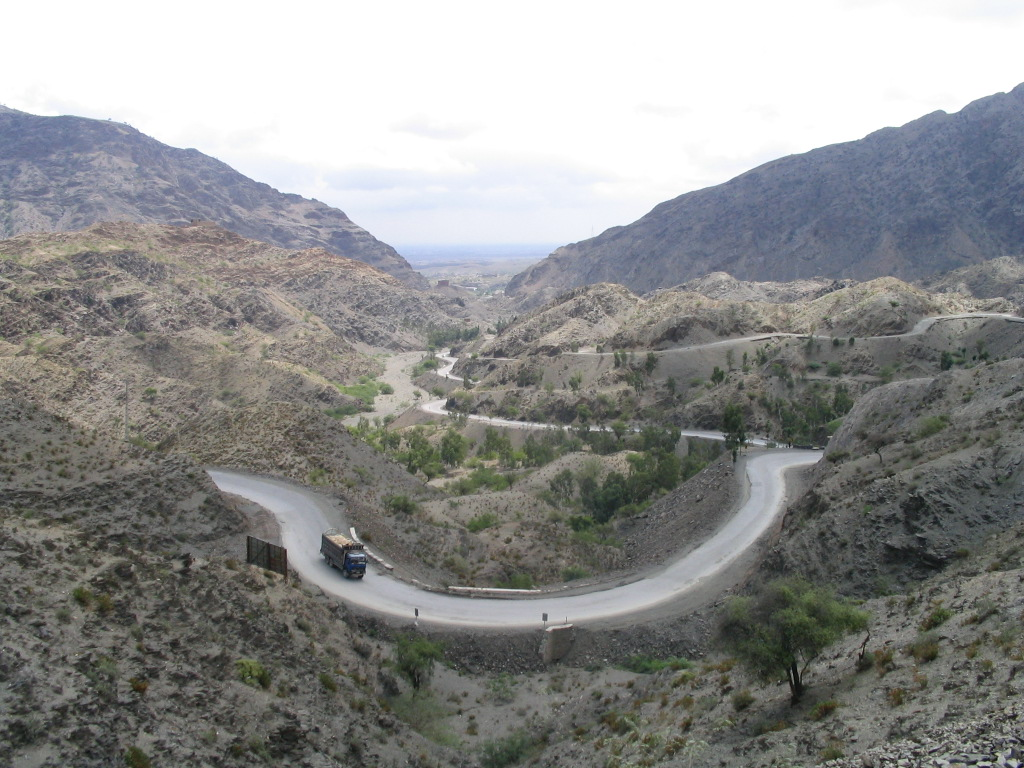
De Khyberpas in Pakistan

Een bergpas, ook alleen pas en door wielrenners vaak aangeduid met het Franse col, is een lager gelegen deel van een bergrug. Het is op die plaats het gemakkelijkst de bergrug over te steken. De wegen over bergpassen worden behalve pasweg zelf ook bergpas genoemd. Het zijn al sinds mensenheugenis belangrijke verbindingsroutes.

## Natuurlijke grens
Een bergpas is altijd een onderdeel van een waterscheiding. In relatief veel gevallen bevindt zich ook een grens tussen landen of provincies, op of in de buurt van de bergpas, omdat bergruggen al eeuwenlang natuurlijke grenzen vormen.
De Romeinen legden al wegen over bergpassen in de Alpen aan. Het Franse woord mont, dat nu berg betekent, telde in de middeleeuwen als het punt van de pasovergang. De wegen over bergpassen zijn meestal wegen met veel haarspeldbochten. Er lopen in de moderne tijd in bergachtige gebieden vaak wegen en spoorlijnen over bergpassen, hoewel tunnels zijn aangelegd om de passage van de bergrug te vergemakkelijken.
Veel bergpassen zijn in de winter gesloten vanwege grote hoeveelheden sneeuw, zeker voor het wegverkeer. De eerste bergpassen werden daarom, waar mogelijk, op hellingen zo veel mogelijk in de zon aangelegd. Paswegen kunnen in de winter sneeuwvrij worden gehouden, maar dat is een kostbare zaak. Zeker als er al een tunnel door de bergrug loopt, wordt de sneeuw op een bergpas in de winter niet geruimd. Door de vorm van een bergpas in het landschap tussen de bergen is er vaak meer wind dan in de nabije omgeving.

## Hoogste of laagste punt
De pasovergang is, in wiskundige zin, een zadelpunt in het aardoppervlak. Op een bergrug is het het laagste punt, daarom is een bergpas de ideale plaats om aan de andere kant van de berg te komen. Toch is het voor de reiziger juist het hoogste punt bij het oversteken van de bergrug.

## Bergpassen

### Per gebergte

#### Pyreneeën
| naam                | omschrijving                               | hoogte (m) | land                | tunnel                 |
| ------------------- | ------------------------------------------ | ---------- | ------------------- | ---------------------- |
| Col du Somport      |                                            | 1632       | Spanje en Frankrijk | Tunnel du Somport      |
| Col du Tourmalet    | bekend van de wielersport                  | 2115       | Frankrijk           |                        |
| Port de la Bonaigua |                                            | 2072       | Spanje              |                        |
| Port d'Envalira     | hoogste pas in de Pyreneeën                | 2408       | Andorra             | Envaliratunnel         |
| Col de Puymorens    |                                            | 1915       | Frankrijk           | Tunnel du Puymorens    |
| Coll de la Perxa    |                                            | 1581       | Frankrijk           |                        |
| Col du Perthus      | Er gaat ook een autosnelweg over deze pas. | 290        | Spanje en Frankrijk | Perthustunnel voor hsl |

Er gaat over de genoemde passen een weg.

#### Kaukasus
Een selectie van passen met een weg.
| naam                | hoogte (m) | land               | omschrijving                            |
| ------------------- | ---------- | ------------------ | --------------------------------------- |
| Bogovatsjosghelepas | 2968       | Georgië            | Weg Rosjka - Amga (Archotivallei)       |
| Abanopas            | 2926       | Georgië            | Weg Psjaveli - Omalo (Sh44)             |
| Mamisonpas          | 2836       | Georgië en Rusland | Osseetse Militaire Weg                  |
| Datvisdzjvaripas    | 2677       | Georgië            | Weg Zjinvali - Sjatili (Sh26)           |
| Dzjvaripas          | 2395       | Georgië            | Georgische Militaire Weg                |
| Rikotipas           | 996        | Georgië            | verbinding tussen Oost- en West-Georgië |
| Soeramipas          | 949        | Georgië            | verbinding tussen Oost- en West-Georgië |

### Per land
- in Frankrijk
- in Italië
- in Oostenrijk
- in Zwitserland